# Pontohoratia
Pontohoratia is een geslacht van weekdieren uit de klasse van de Gastropoda (slakken).

## Soorten
- Pontohoratia birsteini (Starobogatov, 1962)
- Pontohoratia smyri Vinarski, Palatov & Glöer, 2014